# Deriva antigénica

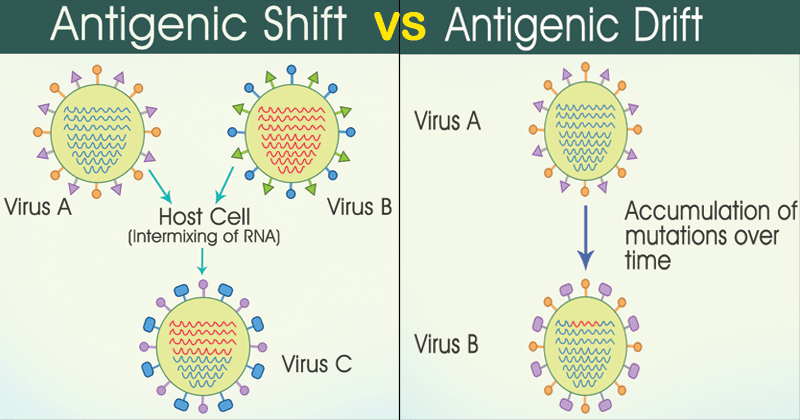
Imagem faz comparativo e mostra a mudança genética causada pelo vírus.

A deriva antigénica (português europeu) ou deriva antigênica (português brasileiro) é a tendência que determinado vírus manifesta em alterar periodicamente a sua estrutura genética através de um antígeno mutante, o que exige novos anticorpos e vacinas para o combater.